# Urałwagonzawod
Urałwagonzawod (ros. Научно-производственная корпорация «Уралвагонзавод» имени Ф. Э. Дзержинского) – rosyjskie przedsiębiorstwo budowy maszyn założone w 1936 roku, produkujące m.in. czołgi podstawowe T-72, BMPT Terminator, T-90, T-14 Armata.